# Konzulat Republike Slovenije v Amanu
Konzulat Republike Slovenije v Amanu je diplomatsko-konzularno predstavništvo (konzulat) Republike Slovenije s sedežem v Amanu (Jordanija).
Trenutni častni konzul je Issa Haider Murad.